# GR 11

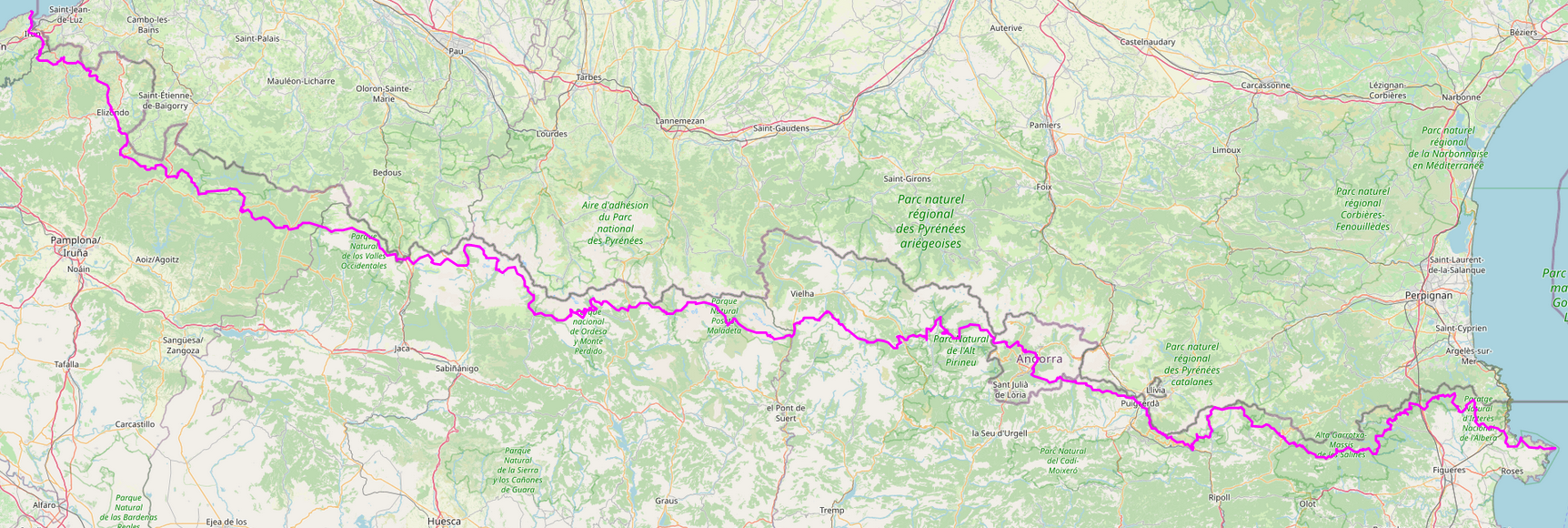
In rosa l’intero percorso del GR 11.

Il GR 11, meglio noto come Transpirenaica, è uno dei sentieri del GR una vasta rete di sentieri di montagna che attraversano grande parte dell’Europa. Questo specifico sentiero attraversa i Pirenei spagnoli, entrando solo per un piccolo tratto in Francia nei pressi di Candanchu.

## Geografia

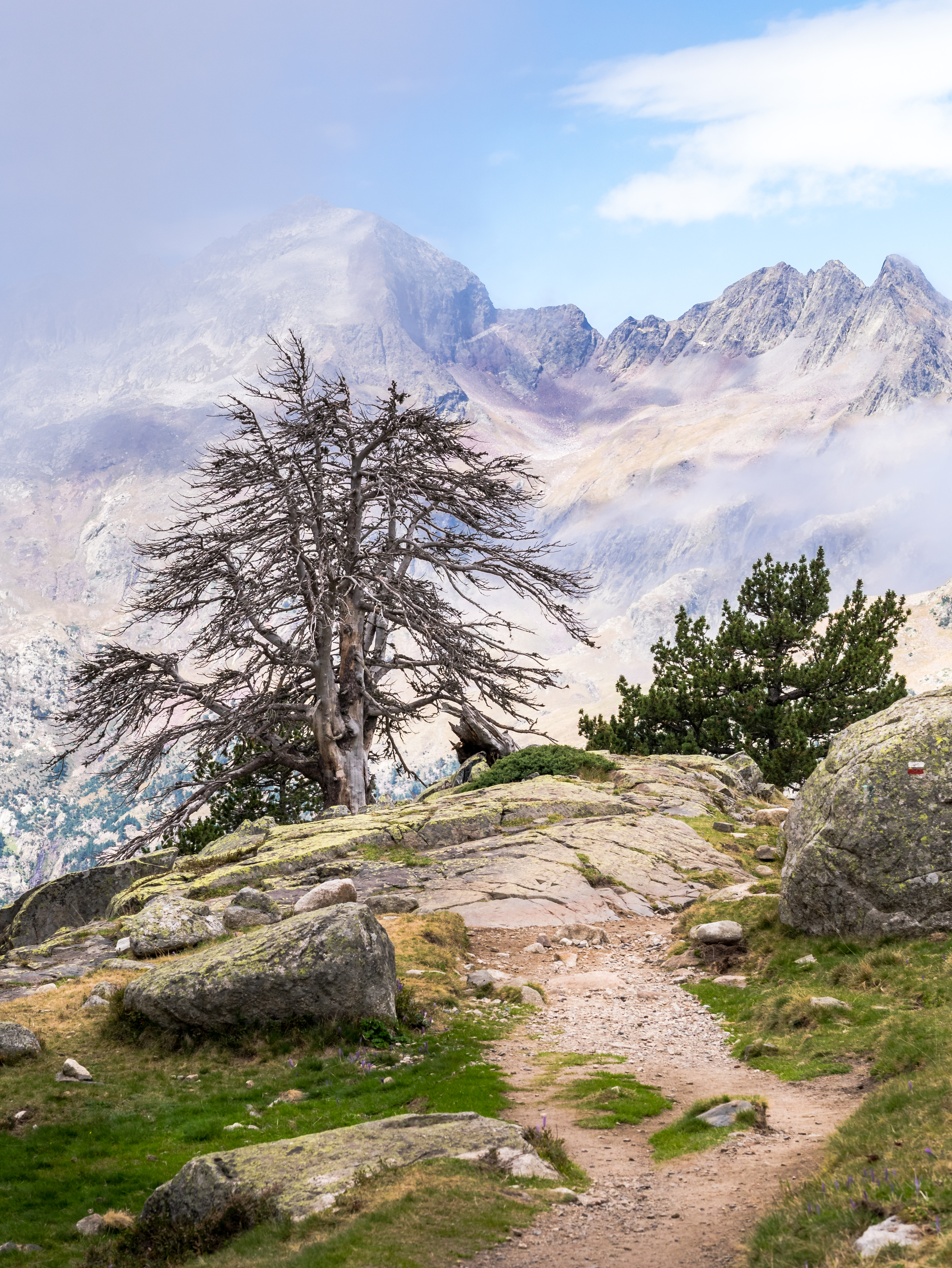
Parte della GR 11.

Partendo da ovest verso est, il sentiero inizia a Capo Higuer  (Paesi Baschi), attraversa i paesi di Navarra e Aragona e termina a Cap de Creus (Catalogna). La sua distanza esatta è difficile da misurare, ma approssimativamente è lungo 840 Km e ha un dislivello totale di 52.000 metri a causa dei nuomerosi sali e scendi. Il percorso è suddiviso in 45 sezioni. Alla fine di ogni tappa c'è un punto di sosta (un campeggio, una città, un ostello o un rifugio), ma di tappa in tappa è necessario portare con sé provviste per 3-4 giorni. 
Poiché la maggior parte dei fiumi scorre perpendicolarmente al sentiero, il GR 11 attraversa numerose valli, offrendo viste mozzafiato, ma anche numerose salite e discese.
Il sentiero può essere percorso da entrambe le direzioni, ma partendo da est il sentiero si presenta molto più ripido.
Gli escursionisti più allenati riescono di norma a completarlo in circa 44 giorni, anche se alcuni sono riusciti nell’impresa di completarlo in meno di 24 giorni.